# Dyscyplina sportu
Dyscyplina sportu – rodzaj uprawianego sportu, który jest określony przez zasady i normy. Przykładowymi dyscyplinami są m.in.: piłka nożna, lekkoatletyka, szermierka, narciarstwo szybkie. 
Wśród wszystkich dyscyplin sportowych istnieje wiele podziałów, głównie ze względu na charakter sportu, liczbę osób biorących udział, a także porę roku uprawiania danej dyscypliny sportowej. W związku z tym można podzielić dyscypliny sportowe na: 
- dyscypliny zespołowe (drużynowe), indywidualne w tym:
  - gry indywidualne oraz gry zespołowe i sporty zespołowe
- sporty letnie, sporty zimowe, całoroczne
- sporty rozgrywane na świeżym powietrzu (ang. outdoor) i sporty halowe
- z uwagi na zbliżony charakter grupuje się je jako:
  - sporty walki
  - sporty wodne
  - sporty ekstremalne
- sporty olimpijskie, sporty nieolimpijskie (niektóre rozgrywane podczas World Games).